# Donna con cappello e colletto di pelliccia
La Donna con cappello e colletto di pelliccia è un dipinto di Pablo Picasso, dipinto nel 1937 ed esposto al Museo Nazionale d'Arte della Catalogna (Museu Nacional d'Art de Catalunya) a Barcellona, in Spagna.

## Storia
Venne dipinto a Parigi nel 1937 ed è uno dei numerosi dipinti che Picasso fece della sua amante (e madre di sua figlia Maya) Marie-Thérèse Walter tra il 1927 e il 1935 circa.
In questi ritratti, Picasso fa un esaustivo esercizio analitico, trasfigurando migliaia di volte la giovinezza e personalità del soggetto. L'artista fonde la parte frontale della faccia e il profilo in un'immagine unica, trasformando il modello in un'icona sensuale utilizzando un ricco linguaggio pittorico . Il ritratto è allo stesso tempo l'epilogo del confronto tra le due modelle del momento, Marie-Thérèse e Dora Maar. Nonostante le forme distorte, gli occhi divergenti e i tratti spigolosi, il ritratto è facilmente identificabile perché, come quelli realizzati nello stesso periodo di Nusch, la seconda moglie di Paul Éluard, e di Dora Maar, Marie-Thérèse conserva i tratti essenziali del soggetto.